# Эсперанто-клуб
Эспера́нто-клуб (калька от эсперанто Esperanto-klubo; используется также словосочетание Клуб эсперантистов) — клуб, в котором встречаются владеющие языком эсперанто. С конца 19 века, когда появилось и стало активно развиваться эсперанто-движение, местные эсперанто-клубы являлись в известном смысле основой движения эсперантистов (впрочем, эта ситуация стала меняться с широким распространением интернета и появлением возможности общаться на эсперанто по Сети).
Эсперанто-клубы различаются между собой по целому ряду параметров:
- наличие постоянного помещения;
- регулярность и разнообразие встреч;
- постоянность состава участников (и наличие членских взносов);
- ориентированность на определённый уровень владения эсперанто;
- наличие дополнительных целей, кроме связанных с языком эсперанто (например, эсперанто-клуб преподавателей и студентов, эсперанто-клуб медиков, эсперанто-клуб при доме учёных и т. д.);
- отношение к общенациональной организации эсперантистов (Российский союз эсперантистов в России);
- регулярность проведения курсов эсперанто.

Помимо деятельности, напрямую связанной с эсперанто (курсы языка, междугородние и международные встречи, лекции на языке и т. д.), эсперанто-клубы нередко проводят мероприятия в поддержку многоязычия (прежде всего фестивали языков) или даже участвуют в общественных инициативах, не связанных с языковой ситуацией (экологические и другие подобные акции).

## Эсперанто-клубы в России
В России действуют десятки различных клубов эсперантистов, причём в некоторых городах есть несколько клубов одновременно (Волгоград, Москва, Санкт-Петербург, Чебоксары и др.).
В 2014 году 8 коллективов с общим числом членов 92 человека входит в Российский союз эсперантистов на правах коллективных членов союза. Это клубы в городах Владивосток, Краснодар, Москва, Мурманск, Новочеркасск, Санкт-Петербург, Тихвин, Тюмень. Ряд клубов по разным причинам в союз не входит.